# خواكيم باور
خواكيم باور (بالألمانية: Joachim Bauer)‏ (و. 1951 – م) هو معالج نفسي، وطبيب باطني، وطبيب نفسي، وأستاذ جامعي، وكاتب غير روائي، من ألمانيا، ولد في توبنغن.

## مناصب وهيئات
أدار جامعة فرايبورغ.